# Bandera de Santa Lucía
La bandera nacional de Santa Lucía fue inicialmente adoptada el 1 de marzo de 1967 y de manera definitiva el 22 de febrero de 1979 y modificada ligeramente desde el 22 de febrero de 2002. Consiste en un fondo azul claro con dos triángulos isósceles centrales, el primero de color negro de bordes blancos y un triángulo amarillo superpuesto. 
Fue diseñada por el artista local Dunstan St Omer.

## Construcción
Los triángulos se superponen, el negro sobre el blanco y el dorado sobre el negro. La figura negra se parece a una punta de flecha en el centro de la bandera.
La parte blanca del triángulo forma un borde al triángulo negro el cual tiene una ancho de 1 y 1/2. La distancia entre las puntas de los triángulos en blanco y negro es de 4 pulgadas.
Los triángulos comparten una base común, cuya relación con la longitud de la bandera es de 1/3.
Las dimensiones de los triángulos son 6'×3' y 9"×4½" en el sistema imperial.

### Colores
Como se encuentra en la página web titulada "La Bandera de Santa Lucía", el Gobierno de este país establece como colores oficiales: el azul es RGB 99, 207, 254. El amarillo es de 255, 223, 0. El negro y el blanco son absolutos, 0, 0, 0 y 255, 255, 255, respectivamente.

## Simbolismo

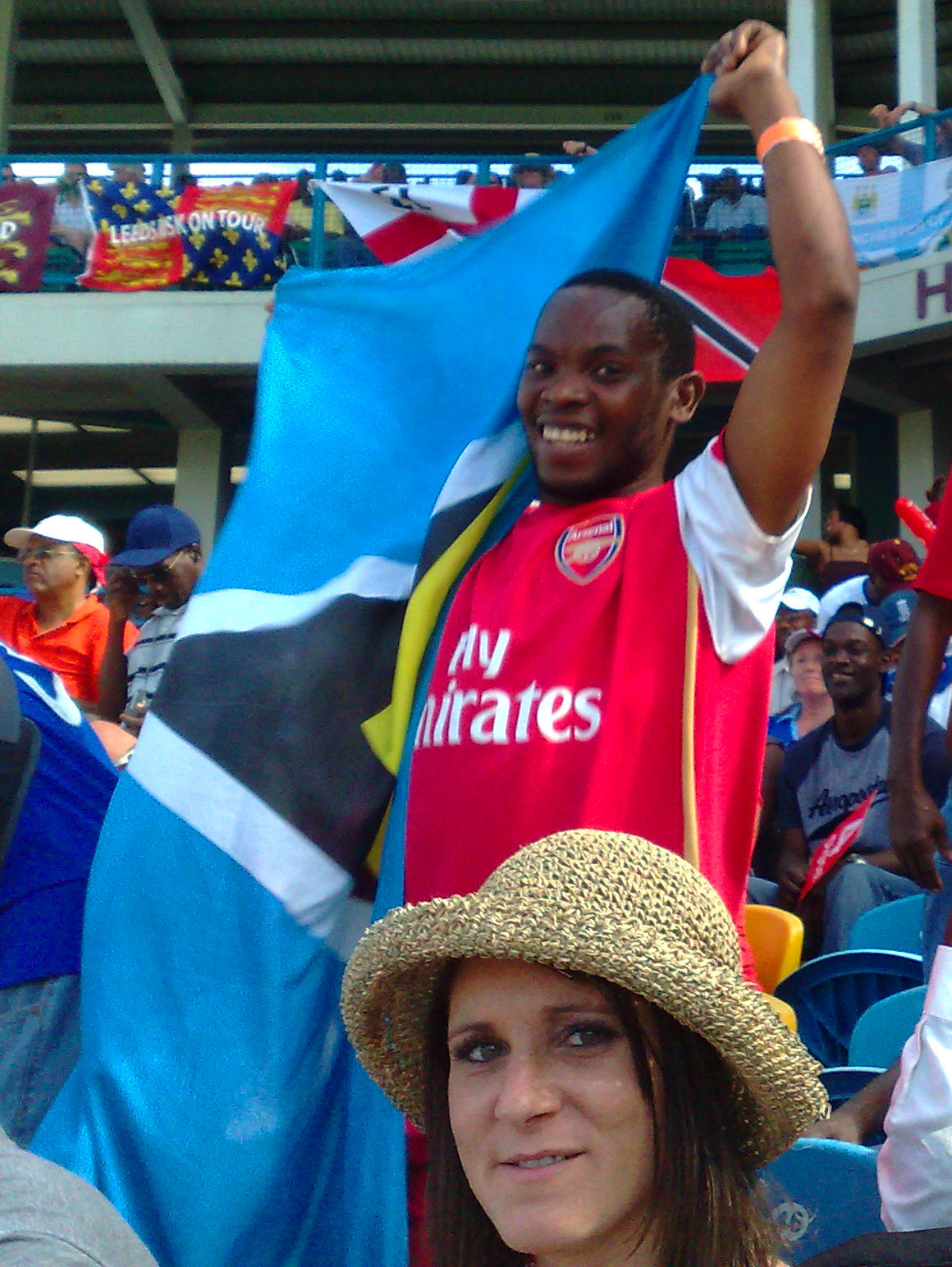
Hombre aficionado al fútbol con la bandera de Santa Lucía.

El color azul representa fidelidad y lealtad, el cielo tropical y las aguas del Mar Caribe y el Océano Atlántico. El dorado representa la prosperidad, la riqueza, la playas y el sol del Caribe. El negro y el blanco representan la mezcla de razas que le dieron identidad a la isla, y donde la mayor área de color negro indica la gran influencia de esta raza en la idiosincrasia del país. 

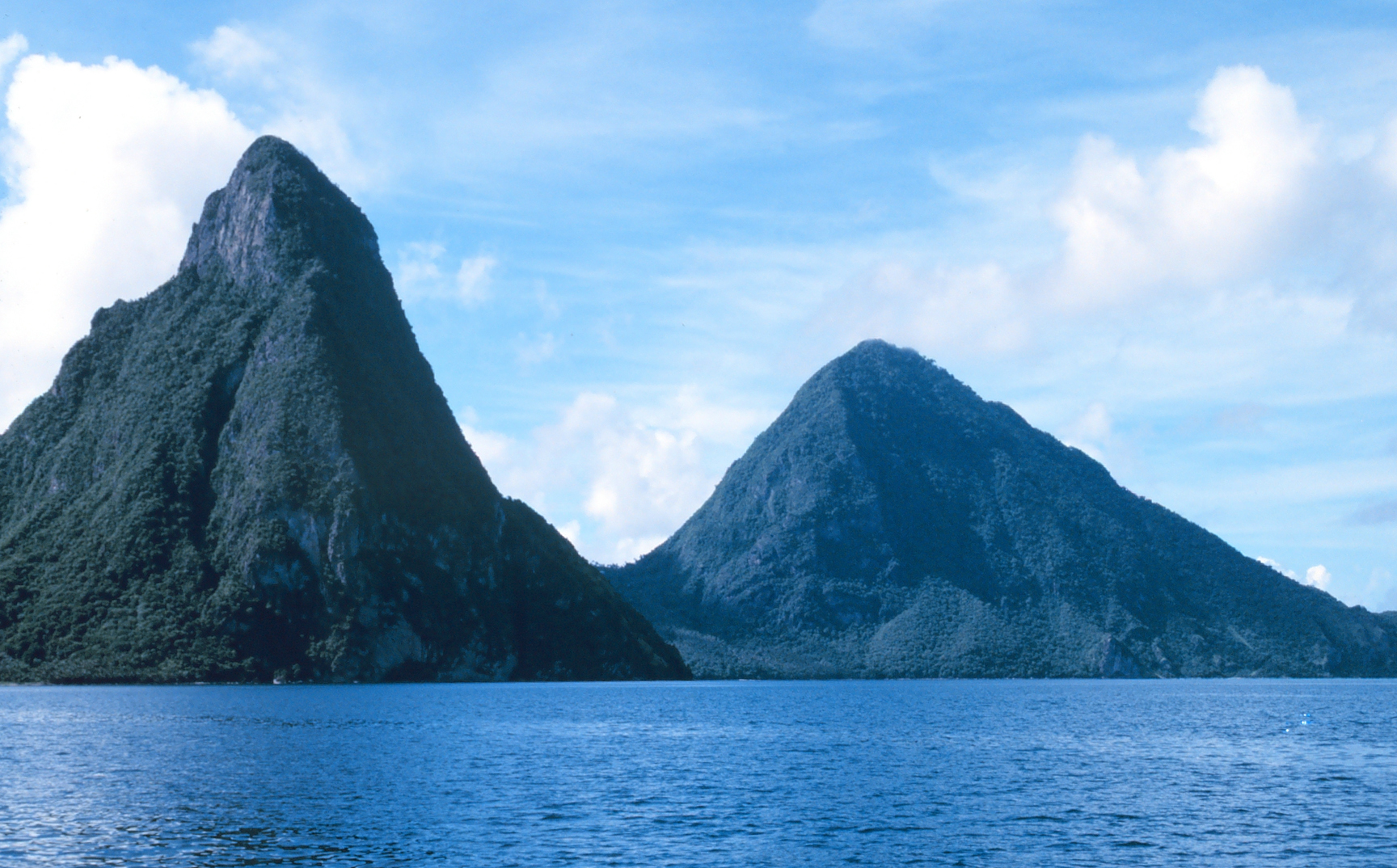
Montañas Piton, un símbolo de Santa Lucía.

Los triángulos isósceles representan las Montañas Pitons (Picos gemelos Gros Piton y Petit Piton) que forman parte de la formación geológica volcánica Qualibou (o Gimie), y se elevan casi 800 metros sobre el nivel del mar, es el emblema de la isla, como símbolo de la esperanza y las aspiraciones del pueblo de Santa Lucía. Es, además, un importante atractivo turístico y Patrimonio Natural declarado por la UNESCO.

## Historia
Durante la colonia se implementó la Blue Ensign (en español: Pabellón Azul) con un escudo en el lado derecho, inicialmente el escudo en forma circular se encontraba representada a la isla y hacia el oeste los dos picos del volcán y un barco llegando al puerto, en la parte inferior se encontraba el lema "Haud STATIO MALEFIDA CARINIS" (Puerto seguro para los barcos), esta bandera tenía una proporción de 1:2.
El 19 de agosto de 1939 se sustituye el escudo del país, el cual era de color negro donde se cruzaban dos bambúes, que se dividía en cuatro cuartos, en el primero y el cuarto se encontraba dos rosas rojas (símbolo de Inglaterra) y en los restantes, segundo y cuarto dos lirios amarillos (símbolo de Francia).
El diseño básico de la bandera nacional data de 1967, cuando Santa Lucía se convierte en un Estado Asociado se diferencia de la actual en que su proporción era de 5:8 y el triángulo amarillo era más pequeño, en 1979 se establecieron las proporciones actuales; además las tonalidades azules igualmente han variado inicialmente, primero un azul medio, luego un azul oscuro y finalmente el actual tono azul celeste.

### Banderas Históricas

Bandera de la Colonia Francesa de Santa Lucía (1766-1796)
Bandera del Reino Unido (1707-1801)
Bandera del Reino Unido (1801-1875)
Bandera de la Colonia Británica de Santa Lucía (1875-1939)
Bandera del Gobernador de Santa Lucía (1875-1939)
Bandera de la Colonia Británica de Santa Lucía (1939-1967)
Bandera del Gobernador de Santa Lucía (1939-1979)
Bandera de Santa Lucía (1967-1979)
Bandera de Santa Lucía (1979-2002)
Bandera del Gobernador General de Santa Lucía